# 全世界株式インデックス
全世界株式インデックス（ぜんせかいかぶしきインデックス）は、先進国から開発途上国までをカバーしている時価総額加重平均型の株価指数のこと。先進国のみは先進国株式インデックスを参照。

## 株価指数の一覧
| 国名                                          | FTSE 大型株～小型株 | MSCI 大型株～中型株 |
| --------------------------------------------- | ------------------- | ------------------- |
| アメリカ                                      | 61.03%              | 59.3%               |
| 日本                                          | 6.19%               | 6.1%                |
| イギリス                                      | 3.75%               | 3.9%                |
| 中国                                          | 2.94%               | 3.3%                |
| カナダ                                        | 2.76%               | 3.0%                |
| FTSEは2023年11月末現在、MSCIは2023年3月末現在 |                     |                     |

- FTSE グローバル株式インデックスシリーズ[1]
  - FTSE オールワールド・インデックス - 47カ国、大型株と中型株を対象にしている。[2]
  - FTSE グローバル・オールキャップ・インデックス - 47カ国、大型株～小型株を対象にしている。[3]
  - FTSE グローバル・トータルキャップ・インデックス - 47カ国、大型株～超小型株を対象にしている。[4]
- MSCI
  - MSCI 全世界株式インデックス（All Country World Index, ACWI） - 48カ国、大型株と中型株を対象に、時価総額の約85%をカバーしている。[5]
  - MSCI ACWI Investable Market Index (IMI) - 48カ国、大型株～小型株を対象に、時価総額の約99%をカバーしている。[6]
  - MSCI ACWI All Cap Index - 48カ国、大型株～超小型株を対象に、時価総額の約99%をカバーしている。[7]

FTSE オールワールド・インデックスとグローバル・オールキャップ・インデックスの値動きはほぼ同一であり、小型株を含むかどうかは値動きにほぼ影響を及ぼさない。MSCIの方も、1995年末から2021年末までで、小型株を含む方は年率8.068%に対して、小型株を含まない方は年率8.054%であり、大差がない。

## ETF・投資信託・先物
| コード                               | レバレッジ | 年率  |
| ------------------------------------ | ---------- | ----- |
| VT                                   | 1倍        | 9.45% |
| ACWI                                 | 1倍        | 9.42% |
| 2024年末現在。米ドル建て、配当込み。 |            |       |

日本では、下記ETFが東京証券取引所に上場している。
- MSCI 全世界株式インデックスに連動しているもの
  - MAXIS全世界株式（オール･カントリー）上場投信 (2559)[13]
- 日本を除いた MSCI 全世界株式インデックスに連動しているもの
  - 上場インデックスファンド世界株式（MSCI ACWI）除く日本（1554）[14]

米国では、下記ETFが上場している。
- FTSE グローバル・オールキャップ・インデックスに連動しているもの
  - Vanguard Total World Stock Index Fund ETF (NYSE Arca: VT)
- MSCI 全世界株式インデックスに連動しているもの
  - iShares MSCI ACWI ETF (NASDAQ: ACWI)

日本の投資信託としては下記がある。
- FTSE グローバル・オールキャップ・インデックスに連動しているもの
  - SBIアセットマネジメント
    - SBI・V・全世界株式インデックス・ファンド[15]
    - SBI・全世界株式インデックス・ファンド[16]

  - 楽天･全世界株式インデックス･ファンド[17]
- MSCI 全世界株式インデックスに連動しているもの
  - 三菱UFJアセットマネジメント
    - eMAXIS Slim 全世界株式（オール・カントリー）[18]
    - つみたて全世界株式[19]

  - たわらノーロード 全世界株式[20]
  - 全世界株式インデックス･ファンド[21]
- 日本を除いた MSCI 全世界株式インデックスに連動しているもの
  - 三菱UFJアセットマネジメント
    - eMAXIS Slim 全世界株式（除く日本）[22]
    - eMAXIS 全世界株式インデックス[23] - 主に対面販売用で手数料が高い。Slim が付いている方と付いていない方で誤認しないように注意喚起がされている[24]。また、紛らわしいことに、Slim が付いていない方は名称に「（除く日本）」がついていないが、日本は除かれている。

  - 野村つみたて外国株投信[25]
  - 三井住友・DCつみたてNISA・全海外株インデックスファンド[26]

日本のレバレッジ型・インバース型の投資信託としては下記がある。
- グローバル2倍株ファンド（地球コンプリート）[27]

先物は下記が上場している。
- ICE Futures U.S.
  - MSCI ACWI NTR Index Future - 取引単位は指数の数値×$200。呼値の単位は0.025ポイント。[28]

## オルカン
三菱UFJアセットマネジメント株式会社はeMAXIS Slim 全世界株式（オール・カントリー）に対してオルカンという愛称を付け、これを2022年1月28日に商標登録している（商標登録第6506054号）。